# Philosepedon fumata
Philosepedon fumata är en tvåvingeart som först beskrevs av Frederick Knab 1914.  Philosepedon fumata ingår i släktet Philosepedon och familjen fjärilsmyggor. Inga underarter finns listade i Catalogue of Life.